# グランアレグリア
グランアレグリア（欧字名:Gran Alegria、2016年1月24日 - ）は、日本の競走馬・繁殖牝馬。
主な勝ち鞍は2019年の桜花賞、2020年の安田記念、スプリンターズステークス、2020年・2021年のマイルチャンピオンシップ、2021年のヴィクトリアマイル。藤沢和雄の傑作と評された。
2021年に史上初となる古馬の芝マイルGI完全制覇を果たす（ヴィクトリアマイル創設後。その前の古馬の芝マイルGIは安田記念とマイルチャンピオンシップだけでニホンピロウィナー、ニッポーテイオー、オグリキャップ、ノースフライト、トロットサンダー、タイキシャトル、エアジハード、アグネスデジタルも完全制覇しましたが、グランアレグリアは9頭目。）など、ロードカナロアと並ぶ1600m以下で歴代最多のGI競走6勝を挙げた。馬名の意味は、スペイン語で「大歓声」。2019年のJRA賞最優秀3歳牝馬、2020年・2021年の最優秀短距離馬である。

## 戦績

### デビュー前
2016年1月24日、北海道安平町のノーザンファームで誕生。一口馬主法人「サンデーサラブレッドクラブ」より総額7000万円（1口175万円×40口）で募集された。馬名の意味はスペイン語で「大歓声」。

### 2歳（2018年）
美浦・藤沢和雄厩舎に入厩。2018年6月3日の新馬戦（東京芝1600m）でクリストフ・ルメールを鞍上に迎えてデビューし、終始楽な手応えで2着ダノンファンタジーに2馬身差を付けて楽勝する。勝ち時計は2歳の新馬戦としては破格の1分33秒6であり、従来の2歳新馬レコードであった1分34秒7を実に1秒1も更新する驚異のレコードタイムであった。
夏場は休養にあて、10月6日のサウジアラビアロイヤルカップで復帰。牡馬相手かつ休み明けでプラス18キロの馬体重ながら、単勝1.3倍の断然人気に推される。ゲートで立ち遅れて後方からのスタートになったが、掛かり気味に2番手に取り付くと、直線は余裕の手応えで抜け出し、2着ドゴールに3馬身半差をつける圧勝で無傷の重賞制覇を遂げた。
クリストフ・ルメールが香港国際競走に騎乗するため、同日の牝馬限定戦である阪神ジュベナイルフィリーズを回避して翌週の牡馬相手である朝日杯フューチュリティステークスに出走。1980年のテンモン以来38年ぶりの牝馬による同レース制覇が期待され、単勝1.5倍の支持を集めた。しかし、レースでは2番手を追走したものの、直線入口でアドマイヤマーズに交わされると内にモタれる様子を見せ、最後はクリノガウディーにも交わされて3着に敗れた。

### 3歳（2019年）
陣営は桜花賞のトライアルレースを使わずに、2019年4月7日の桜花賞本番に直行。レースは3～4コーナーでグランアレグリアが動いて直線入り口で逃げたプールヴィルに並び掛け、直線で先頭に立つとあとは独走状態となり、後続に2馬身半差で圧勝して牝馬クラシック1冠を獲得した。勝ち時計1分32秒7は、前年のアーモンドアイを0秒4上回るレースレコード。中111日での勝利はやはりアーモンドアイの中89日を更新する新記録。桜花賞を年明け初戦の馬が制したのも初となった。鞍上のクリストフ・ルメールは桜花賞連覇。管理する藤沢和雄調教師は2004年のダンスインザムード以来15年ぶり2度目の桜花賞制覇となった。
優先出走権を得た優駿牝馬を回避し、5月5日のNHKマイルカップでは朝日杯FS以来となるアドマイヤマーズとの2強対決が注目された中で1番人気に推される。レースでは直線で桜花賞のような鋭い伸びを見せられず4位入線となった。さらに、直線コースで外側に斜行し、5位入線のダノンチェイサー（鞍上川田将雅）の進路を狭くしたため、5位に降着となった。鞍上のルメールは3月2日に不注意騎乗で騎乗停止処分を受けたにもかかわらず、短期間で不注意騎乗を繰り返したため過重制裁を適用、5月11日 - 26日（開催6日間）の騎乗停止処分を受け、騎乗予定があった東京優駿などでの騎乗ができなくなった。
夏は休養に充て、秋は3歳牝馬としては異例のスプリンターズステークスからの始動を予定していたが、左前脚に溜まっていた膿の完治が難しいと判断され回避することが決まった。
| 桜花賞馬の同年古牡馬混合重賞制覇（1984年以降） | 桜花賞馬の同年古牡馬混合重賞制覇（1984年以降） | 桜花賞馬の同年古牡馬混合重賞制覇（1984年以降） | 桜花賞馬の同年古牡馬混合重賞制覇（1984年以降） |
| 開催年                                         | 馬名                                           | 格                                             | 競走名                                         |
| ---------------------------------------------- | ---------------------------------------------- | ---------------------------------------------- | ---------------------------------------------- |
| 1985                                           | エルプス                                       | GIII                                           | 京王杯AH                                       |
| 1992                                           | ニシノフラワー                                 | GI                                             | スプリンターズS                                |
| 2012                                           | ジェンティルドンナ                             | GI                                             | ジャパンカップ                                 |
| 2014                                           | ハープスター                                   | GII                                            | 札幌記念                                       |
| 2018                                           | アーモンドアイ                                 | GI                                             | ジャパンカップ                                 |
| 2019                                           | グランアレグリア                               | GII                                            | 阪神カップ                                     |

復帰を予定していたマイルチャンピオンシップも回避し、およそ7ヶ月半振りの実戦として阪神カップ（GII）に出走。自身初となる1400メートルながら堂々の1番人気に推されると、レースでは好位追走から直線で抜け出すと後続を寄せ付けず、2着フィアーノロマーノに5馬身差をつけ完勝。ブランクを感じさせない勝利で重賞3勝目を挙げた他、同レース創設以来初めての3歳牝馬の優勝となった。古馬相手の勝利にルメールは、「直線（で）追ったら彼女はアッという間に抜け出したのでビックリしました」と話し、それを聞いた藤沢は「あのくらい走っても不思議ではない。驚くことじゃない」と語った。
2020年1月7日に行われたJRA賞各賞の発表では、オークス馬ラヴズオンリーユーや秋華賞馬クロノジェネシスを抑えてJRA賞最優秀3歳牝馬に選出された。1月23日には国際競馬統括機関連盟によるワールドベストレースホースランキングが発表、グランアレグリアには117のレーティングが与えられた。これは3歳牝馬としては世界1位である。

### 4歳（2020年）
前年のJRA賞の受賞式でサンデーレーシング代表の吉田俊介から春のローテーションとして、高松宮記念からヴィクトリアマイル、安田記念と出走するプランが発表された。
古馬初戦は高松宮記念に出走。主戦のルメールが当日ドバイで騎乗予定のため、池添謙一との初コンビを結成した。同レースには前走オーシャンステークスを快勝したダノンスマッシュや前年のスプリンターズステークス覇者タワーオブロンドンをはじめ、自身含むマイルGI馬が複数頭出走するなどの豪華メンバーが集合した。その中で最終的に2番人気の支持を受けると、レース本番、重馬場ながら前半3F34秒5のスローペースで先行馬有利の展開となった中、自身は直線で後方から追い込んだものの一歩届かず3位入線、1位入線のクリノガウディーが降着となったため、繰り上がりで2着となった。レース後に鞍上の池添は「これだけの馬なので、結果を出さないといけなかった」と惜敗に悔しさを表すコメントをした。
次走に予定されていたヴィクトリアマイルは熱発により回避し、安田記念に直行。鞍上はルメールがアーモンドアイに騎乗するため、前走に続き池添謙一が務めた。史上初の芝GI8勝目の記録がかかるアーモンドアイが圧倒的人気を背負う中、単勝12.0倍ながら3番人気に推された。レースではスタートでアーモンドアイが出遅れて後方からの競馬となる中、自身は中団からレースを進め、直線に向くと抜群の手応えで抜け出し、外から追いすがるアーモンドアイや内から迫るインディチャンプを2馬身半の差を着けて完勝。前年の桜花賞以来のGI2勝目を飾った。鞍上の池添はレース後、「今日は本当にすごいメンバーを相手に勝つことができて、 自分の仕事が出来て良かったです」とコメントした。（詳細は第70回安田記念を参照）
夏場の休養を経て、2度目のスプリント戦となるスプリンターズステークスに出走。鞍上は3戦ぶりにルメールが戻った。春秋スプリント制覇を狙うモズスーパーフレアをはじめ、ダノンスマッシュやダイアトニックといった実績馬が集まった中、1番人気の支持を受けた。レースは道中の位置取りが後方になってしまうも、前半がハイペースになったことでモズスーパーフレアら先行馬が直線で失速。外から進出した本馬は強烈な末脚で各馬を抜き去り、内から進出したダノンスマッシュに2馬身差をつけゴール。前走安田記念に続くGI連勝、桜花賞と合わせてGI3勝目を飾った。また、この勝利はディープインパクト産駒として初のスプリントGI制覇となり、鞍上のルメールはJRA重賞100勝を達成した。
続いて阪神競馬場で行われたマイルチャンピオンシップに出走した。直線で一瞬前が壁になりながらも、外に出してからは一気の末脚で差し切り勝ち。これで前年のインディチャンプに続いて史上8頭目となる同一年の春秋マイルGI制覇、2013年のロードカナロア以来史上2頭目となるJRA短距離GI年間3勝を達成した。また、マイルチャンピオンシップにおける単勝1倍台は2005年のデュランダル以来15年ぶりであった。
2020年度のJRA賞最優秀短距離馬に選出された。

### 5歳（2021年）
陣営はかねてからマイルからの距離延長を示唆しており、この年は初の2000m戦となる大阪杯に出走。ここでは前年無敗で三冠を達成したコントレイルとの初対決となり、コントレイルに次ぐ2番人気に支持された。重馬場で行われたレースでは勝負所でコントレイルと同時に進出したが、そこから直線で伸びきれず4着に敗れた。レース後に鞍上のルメールは「折り合いはついていたし、良馬場だったら違ったと思う」と敗因に馬場を挙げ、藤沢調教師は「休み明けの分もあったかな。いい感じで走って力は出せたと思う」とコメントした。
続いて前年は回避したヴィクトリアマイルに出走。実績のあるマイルに距離が戻り、単勝1.3倍の圧倒的1番人気に推された。レースでは道中中団を追走し、直線で外に持ち出すとそこから一気に突き抜け、最終的に2着ランブリングアレーに4馬身差をつける圧勝でGI5勝目を挙げた。この勝利でグランアレグリアは史上初となる古馬の芝マイルGI完全制覇を達成した。
さらに連覇を狙って中2週で安田記念に出走。ここでも1番人気に支持されたが、レースでは直線でいつもほどの切れ脚が見られず、最後は追い込んだものの、優勝したダノンキングリーにアタマ差届かず2着に敗れた。ルメールはレース後、「手応えが前回と違った。普段より反応が遅かった」とコメントした。また最後の直線で最後の直線コースで内側に斜行でサリオスとラウダシオンの進路に影響を与えたことについて過怠金3万円の過怠金が課せらた。
夏には調整中に喉頭蓋エントラップメントを発症し、軟口蓋を切開し、喉頭蓋を開放する手術を行った。
次走について、秋は天皇賞（秋）から始動することを表明。迎えた天皇賞（秋）では直線で早めに抜け出すも早々にコントレイルに捉えられ、さらに3歳馬エフフォーリアにもかわされて3着に終わった。
その後は連覇をねらってマイルチャンピオンシップに出走することを表明。レース4日前となる11月17日に、同レースを最後に引退することが急遽発表された。
11月21日、マイルチャンピオンシップに出走。中団のやや後方につけると、最後の直線で外に抜け出して末脚を発揮。2着シュネルマイスターに3/4馬身差をつけて連覇を達成、有終の美を飾った。なお、この勝利で牝馬として史上6頭目となる賞金10億円突破を記録した。
12月18日の中山競馬全レース終了後に引退式が開催された。12月22日付けで競走馬登録を抹消、引退後は北海道安平町のノーザンファームで繁殖牝馬となる。

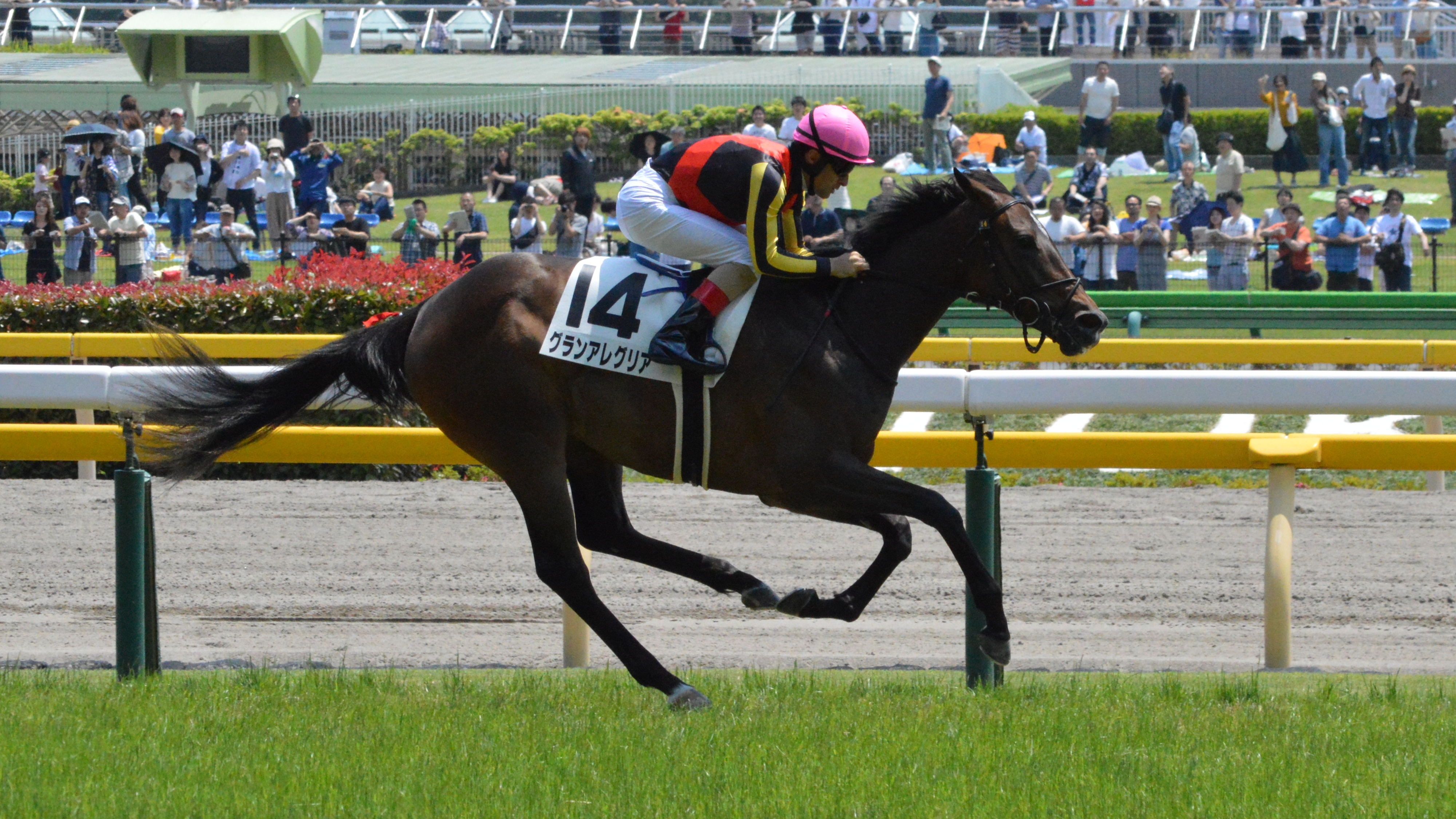
新馬戦
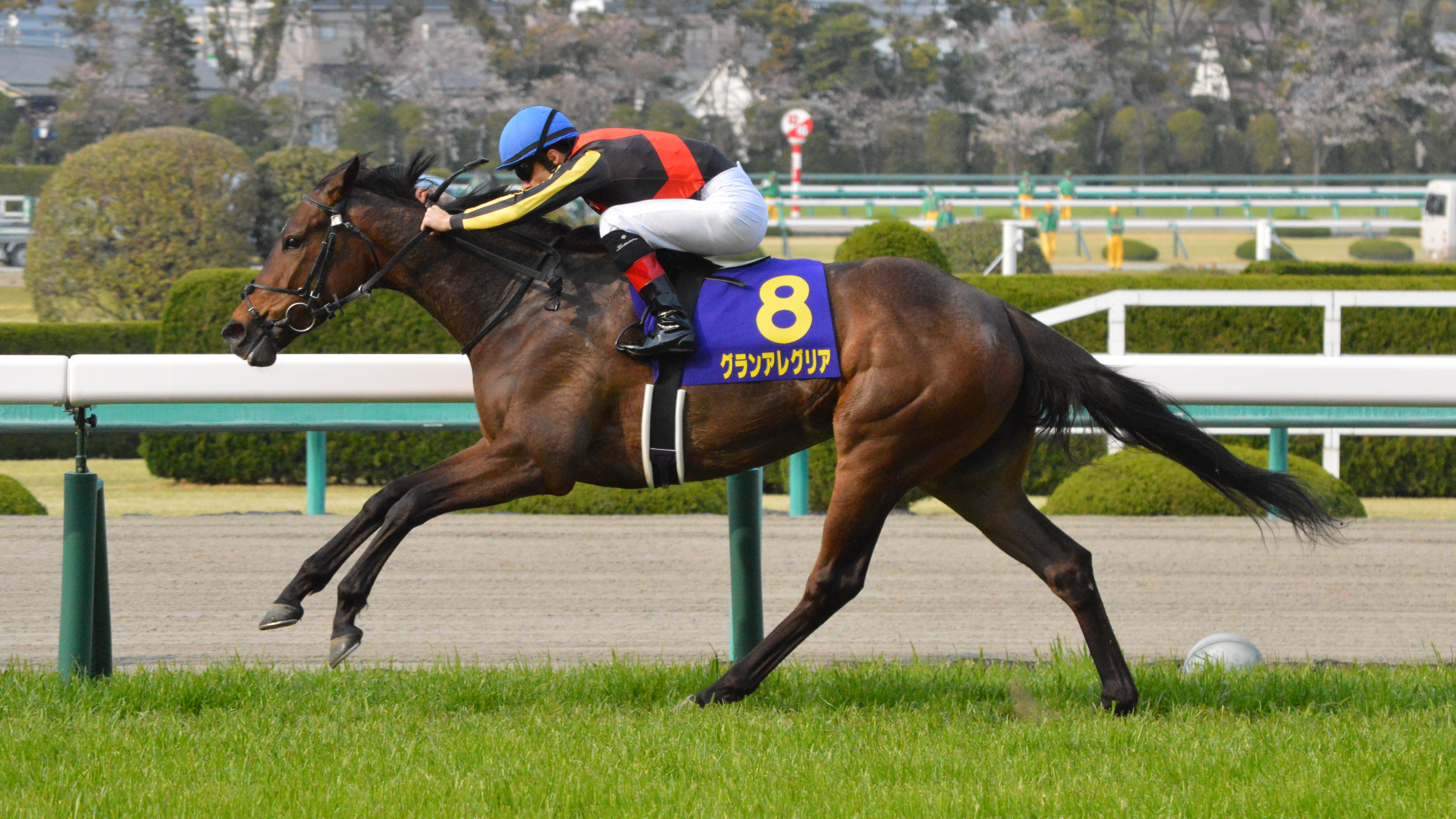
2019年桜花賞

## 競走成績
以下の内容はnetkeiba.comの情報に基づく。
| 競走日     | 競馬場 | 競走名           | 格   | 距離（馬場）  | 頭 数 | 枠 番 | 馬 番 | オッズ （人気） | 着順 | タイム （上がり3F） | 着差 | 騎手        | 斤量 [kg] | 1着馬（2着馬）         | 馬体重 [kg] | 備考     |
| ---------- | ------ | ---------------- | ---- | ------------- | ----- | ----- | ----- | --------------- | ---- | ------------------- | ---- | ----------- | --------- | ---------------------- | ----------- | -------- |
| 2018.06.03 | 東京   | 2歳新馬          |      | 芝1600m（良） | 15    | 8     | 14    | 001.80（1人）   | 01着 | R1:33.6（33.5）     | -0.3 | 0C.ルメール | 54        | （ダノンファンタジー） | 458         |          |
| 0000.10.06 | 東京   | サウジアラビアRC | GIII | 芝1600m（良） | 8     | 4     | 4     | 001.30（1人）   | 01着 | R1:34.0（34.0）     | -0.6 | 0C.ルメール | 54        | （ドゴール）           | 476         |          |
| 0000.12.16 | 阪神   | 朝日杯FS         | GI   | 芝1600m（良） | 15    | 2     | 2     | 001.50（1人）   | 03着 | R1:34.3（34.6）     | -0.4 | 0C.ルメール | 54        | アドマイヤマーズ       | 482         |          |
| 2019.04.07 | 阪神   | 桜花賞           | GI   | 芝1600m（良） | 18    | 4     | 8     | 003.40（2人）   | 01着 | R1:32.7（33.3）     | -0.4 | 0C.ルメール | 55        | （シゲルピンクダイヤ） | 476         |          |
| 0000.05.05 | 東京   | NHKマイルC       | GI   | 芝1600m（良） | 18    | 4     | 7     | 001.50（1人）   | 05着 | R1:32.7（34.3）     | -0.3 | 0C.ルメール | 55        | アドマイヤマーズ       | 474         | [ 注 7 ] |
| 0000.12.21 | 阪神   | 阪神C            | GII  | 芝1400m（良） | 18    | 3     | 5     | 002.10（1人）   | 01着 | R1:19.4（33.5）     | -0.8 | 0C.ルメール | 54        | （フィアーノロマーノ） | 474         |          |
| 2020.03.29 | 中京   | 高松宮記念       | GI   | 芝1200m（重） | 18    | 4     | 8     | 004.10（2人）   | 02着 | R1:08.7（33.1）     | -0.0 | 0池添謙一   | 55        | モズスーパーフレア     | 486         | [ 注 8 ] |
| 0000.06.07 | 東京   | 安田記念         | GI   | 芝1600m（稍） | 14    | 7     | 11    | 012.00（3人）   | 01着 | R1:31.6（33.7）     | -0.4 | 0池添謙一   | 56        | （アーモンドアイ）     | 492         |          |
| 0000.10.04 | 中山   | スプリンターズS  | GI   | 芝1200m（良） | 16    | 5     | 10    | 002.20（1人）   | 01着 | R1:08.3（33.6）     | -0.3 | 0C.ルメール | 55        | （ダノンスマッシュ）   | 504         |          |
| 0000.11.22 | 阪神   | マイルCS         | GI   | 芝1600m（良） | 17    | 2     | 4     | 001.60（1人）   | 01着 | R1:32.0（33.2）     | -0.1 | 0C.ルメール | 55        | （インディチャンプ）   | 502         |          |
| 2021.04.04 | 阪神   | 大阪杯           | GI   | 芝2000m（重） | 13    | 8     | 12    | 002.80（2人）   | 04着 | R2:02.5（37.4）     | -0.9 | 0C.ルメール | 55        | レイパパレ             | 496         |          |
| 0000.05.16 | 東京   | ヴィクトリアM    | GI   | 芝1600m（良） | 18    | 3     | 6     | 001.30（1人）   | 01着 | R1:31.0（32.6）     | -0.7 | 0C.ルメール | 55        | （ランブリングアレー） | 498         |          |
| 0000.06.06 | 東京   | 安田記念         | GI   | 芝1600m（良） | 14    | 4     | 5     | 001.50（1人）   | 02着 | R1:31.7（32.9）     | -0.0 | 0C.ルメール | 56        | ダノンキングリー       | 502         |          |
| 0000.10.31 | 東京   | 天皇賞（秋）     | GI   | 芝2000m（良） | 16    | 5     | 9     | 002.80（2人）   | 03着 | R1:58.1（33.8）     | -0.2 | 0C.ルメール | 56        | エフフォーリア         | 504         |          |
| 0000.11.21 | 阪神   | マイルCS         | GI   | 芝1600m（良） | 16    | 6     | 12    | 001.70（1人）   | 01着 | R1:32.6（32.7）     | -0.1 | 0C.ルメール | 55        | （シュネルマイスター） | 506         |          |

- タイム欄のRはレコード勝ちを示す。

## 繁殖牝馬時代

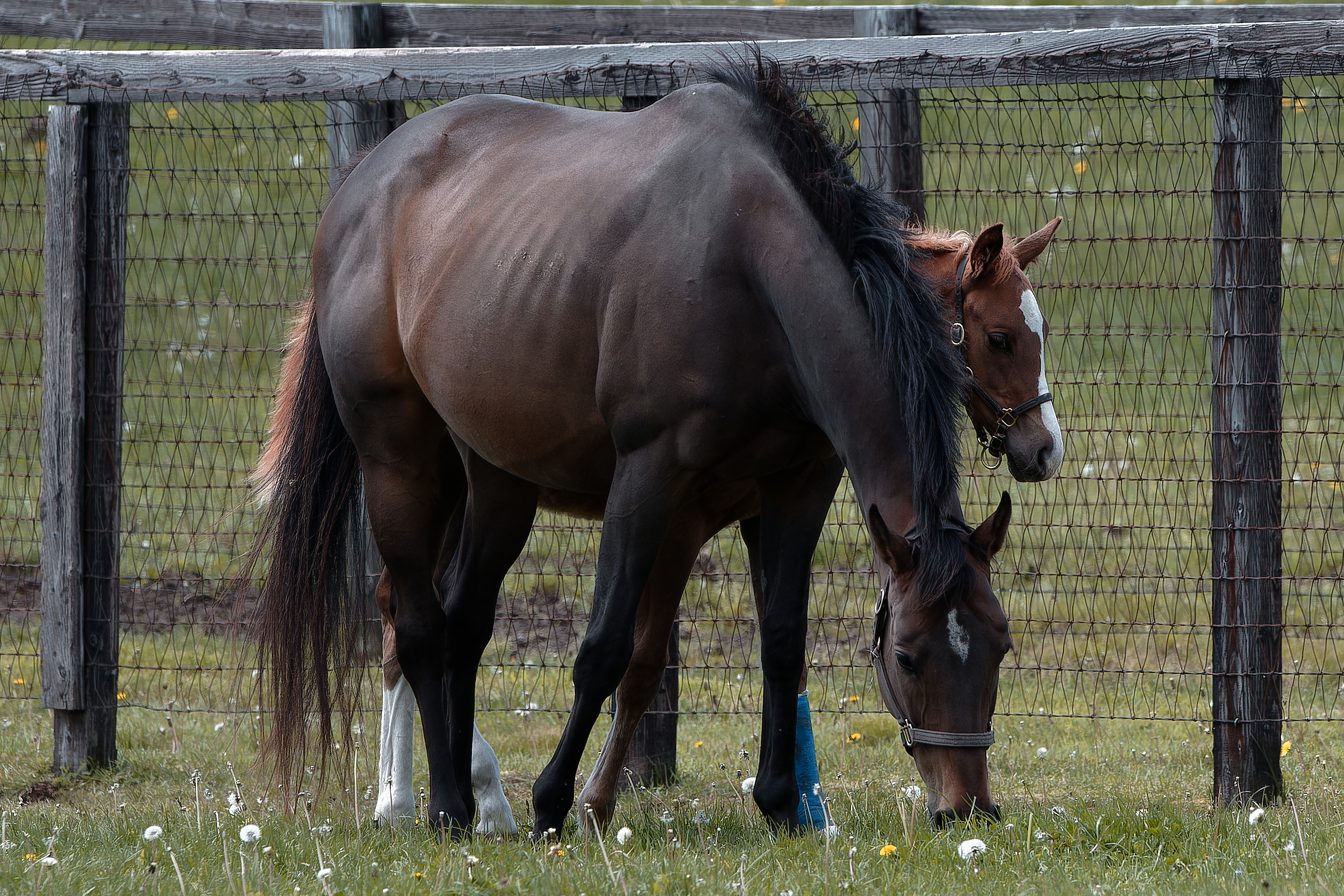
繁殖牝馬としてのグランアレグリア（2023年）

2022年7月11日、エピファネイアとの仔の受胎を確認した。翌年1月24日、初仔が誕生した。
|       | 生年   | 馬名                     | 性 | 毛色 | 父             | 馬主                     | 厩舎           | 戦績           | 主な勝ち鞍 | 出典   |
| ----- | ------ | ------------------------ | -- | ---- | -------------- | ------------------------ | -------------- | -------------- | ---------- | ------ |
| 初仔  | 2023年 | グランマエストロ         | 牡 | 栗毛 | エピファネイア | （有）サンデーレーシング | 美浦・木村哲也 | （デビュー前） |            | [ 51 ] |
| 2番仔 | 2024年 | (グランアレグリアの2024) | 牝 | 鹿毛 | モーリス       |                          |                |                |            |        |

- 情報は2025年3月1日現在。[52]

## 血統表
| グランアレグリアの血統                 | グランアレグリアの血統                                 | グランアレグリアの血統 | （血統表の出典）     | （血統表の出典）   |
| 父系                                   | ヘイロー系                                             | ヘイロー系             | ヘイロー系           | [ § 2 ]            |
| 父 ディープインパクト 2002 鹿毛        | 父の父*サンデーサイレンス Sunday Silence 1986 青鹿毛   | Halo                   | Hail to Reason       | Hail to Reason     |
| 父 ディープインパクト 2002 鹿毛        | 父の父*サンデーサイレンス Sunday Silence 1986 青鹿毛   | Halo                   | Cosmah               |                    |
| 父 ディープインパクト 2002 鹿毛        | 父の父*サンデーサイレンス Sunday Silence 1986 青鹿毛   | Wishing Well           | Understanding        | Understanding      |
| 父 ディープインパクト 2002 鹿毛        | 父の父*サンデーサイレンス Sunday Silence 1986 青鹿毛   | Wishing Well           | Mountain Flower      |                    |
| 父 ディープインパクト 2002 鹿毛        | 父の母*ウインドインハーヘア Wind in Her Hair 1991 鹿毛 | Alzao                  | Lyphard              | Lyphard            |
| 父 ディープインパクト 2002 鹿毛        | 父の母*ウインドインハーヘア Wind in Her Hair 1991 鹿毛 | Alzao                  | Lady Rebecca         |                    |
| 父 ディープインパクト 2002 鹿毛        | 父の母*ウインドインハーヘア Wind in Her Hair 1991 鹿毛 | Burghclere             | Busted               | Busted             |
| 父 ディープインパクト 2002 鹿毛        | 父の母*ウインドインハーヘア Wind in Her Hair 1991 鹿毛 | Burghclere             | Highclere            |                    |
| 母 *タピッツフライ Tapitsfly 2007 芦毛 | 母の父Tapit 2001 芦毛                                  | Pulpit                 | A.P. Indy            | A.P. Indy          |
| 母 *タピッツフライ Tapitsfly 2007 芦毛 | 母の父Tapit 2001 芦毛                                  | Pulpit                 | Preach               |                    |
| 母 *タピッツフライ Tapitsfly 2007 芦毛 | 母の父Tapit 2001 芦毛                                  | Tap Your Heels         | Unbridled            | Unbridled          |
| 母 *タピッツフライ Tapitsfly 2007 芦毛 | 母の父Tapit 2001 芦毛                                  | Tap Your Heels         | Ruby Slippers        |                    |
| 母 *タピッツフライ Tapitsfly 2007 芦毛 | 母の母Flying Marlin 1999 鹿毛                          | Marlin                 | Sword Dance          | Sword Dance        |
| 母 *タピッツフライ Tapitsfly 2007 芦毛 | 母の母Flying Marlin 1999 鹿毛                          | Marlin                 | Syrian Summer        |                    |
| 母 *タピッツフライ Tapitsfly 2007 芦毛 | 母の母Flying Marlin 1999 鹿毛                          | Morning Dove           | Fortunate Prospect   | Fortunate Prospect |
| 母 *タピッツフライ Tapitsfly 2007 芦毛 | 母の母Flying Marlin 1999 鹿毛                          | Morning Dove           | Pink Dove            |                    |
| 母系(F-No.)                            | 3号族(FN:3-o)                                          | 3号族(FN:3-o)          | 3号族(FN:3-o)        | [ § 3 ]            |
| 5代内の近親交配                        | Nijinsky 5×5（母内）                                   | Nijinsky 5×5（母内）   | Nijinsky 5×5（母内） | [ § 4 ]            |
| 出典                                   | 1. 2. 3. 4.                                            | 1. 2. 3. 4.            | 1. 2. 3. 4.          | 1. 2. 3. 4.        |

- 母タピッツフライは米GIジャストアゲームステークス、ファーストレディステークスの勝ち馬。 2013年よりノーザンファームで繁殖入りしたが、2014年生まれの牡馬（父ディープインパクト）は競走馬としてデビューできず、2015年は不受胎のため産駒なしであったため、2016年生まれの本馬が事実上の初仔となる[55]。